# Облога Полоцька (1518)
Облога Полоцька відбулася в 1518 р. під час Шостої литовсько-московської війни (1512—1522 рр.). Литовське військо захищало місто.

## Передумови
У 1518 р. московська влада виділила значні кошти на похід у Полоцьк. До міста було направлено 150-тисячне новгородське військо Василя Шуйського та псковське військо Івана Шуйського. Армія була посилена важкою артилерією.

## Події
Московити встановили облогові вежі та обстрілювали міські стіни. Однак незабаром у них не вистачало їжі, і їм довелося пройти через Двіну. Тим часом до Полоцька прибула армія полоцького воєводи Альберхта Гаштольда та польські найманці Яна Боратинського. Захисникам Полоцька на чолі з Альбрехтом Гаштольдом вдалося при вилазці відігнати московські човни, після чого підійшов до міста воєвода «Волинець» Ян Баратинській на чолі найнятої литовцями важкої польської кінноти атакував росіян у фронт і притиснув до річки. За даними литовських літописів, багато хто з тих, що облягали потонули в Двіні.
Інший загін, очолюваний гродненським старостою Юрієм Геркулесом Радзівіллом, зміг розбити загін Івана Буйноса Ростовського. Чисельність російського загону в п'ять тисяч людей, названа литовськими джерелами, викликає сумнів, також говориться про смерть Буйноса.
29 липня об'єднані сили розгромили москвичів, які шукали їжу. Московити, що, зазнавши значних втрат, змушені були відступити.
Згідно з легендою, написаною Бернардом Ваповським та Мартіном Бельським, литовське військо не могло знайти місця для переправи через Двіну. Раптом у нього з'явився хлопець на прекрасному коні, якого він переправив через річку і зник з іншого боку. Воїни впізнали в ньому покійного князя Казимира, старшого брата великого князя Сигізмунда Старого.

## Наслідки
Відбиття московського походу на Полоцьк стало для Литви своєрідним реваншем за торішню поразку під Опочкою.